# Siitonen-Schritt
Der Siitonen-Schritt (auch Finnstep) ist eine beim Skilanglauf von Pauli Siitonen bekannt gemachte Technik, die zum wichtigsten Wegbereiter der modernen Skating-Technik wurde. Dabei handelt es sich um einen Halbschlittschuhschritt, bei dem ein Ski in der Spur der Loipe gleitet, während der andere seitlich ausgeschert wird. Der Beinabstoß erfolgt ausschließlich vom gekanteten und ausgescherten Ski und wird durch einen Doppelstockschub unterstützt.
Schon vor den 1970er Jahren waren im Endspurt von Rennen in klassischer Technik, die damals einzige Stilform, bei einigen Läufern Halbschlittschuhschritte und Schlittschuhschritte zu beobachten. Bereits 1971 beim Holmenkollenlauf demonstrierte Gerhard Grimmer bei schwierigsten Wachsverhältnissen, wie man mit Oberarmkraft und einseitigem Schlittschuhschritt ohne umzuwachsen einen drei Kilometer langen Anstieg bewältigen konnte, der mittlerweile nass geworden war und somit mit dem zu Wettkampfbeginn richtigen Steigwachs keinen Abdruck in der Spur mehr ermöglichte. Er gewann den Wettkampf mit deutlichem Vorsprung. Siitonen, der umwachste und zu dieser Zeit die später nach ihm benannte Technik noch nicht anwandte, wurde Vierter.
Später machte Siitonen diesen Schritt bei den Volksläufen populär, und seine Nachahmer benannten die Technik nach ihm. Er feierte dabei in einem für Leistungssportler recht hohen Alter seine größten Erfolge, unter anderem beim König-Ludwig-Lauf, den er zwischen 1974 und 1981 fünfmal gewinnen konnte.
In der heutigen Skating-Technik findet der Halbschlittschuhschritt kaum noch Verwendung, er wird hauptsächlich von Läufern, die von der klassischen auf die freie Technik umsteigen wollen, als Lernhilfe praktiziert.